# 打擊伊斯蘭恐懼症國際日
打擊伊斯蘭恐懼症國際日是聯合國於2022年指定的國際紀念日，每年3月15日在全球140個國家舉行。之所以選擇3月15日，是因為這一天是基督城清真寺槍擊案的週年紀念日，當時有51人在主麻日被殺。

## 背景
伊斯蘭教是僅次於基督教的世界第二大宗教，擁有19億信徒，佔世界人口的24.9%。伊斯蘭恐懼症是指對穆斯林或伊斯蘭教的不合理的厭惡、恐懼和偏見。
縱觀歷史，世界各地發生了多起穆斯林種族清洗事件，其中最著名的有切爾克斯民族清洗、雪布尼查大屠殺、貝魯特難民營大屠殺，以及正在發生的羅辛亞人、維吾爾人和巴勒斯坦種族滅絕。在九一一襲擊事件之後，仇視伊斯蘭教的情緒升級，對歐洲和美國的穆斯林造成極大的困擾。

## 正式認可
2022年3月15日，聯合國大會以協商一致方式通過巴基斯坦常駐聯合國代表穆尼爾·阿克拉姆代表伊斯蘭合作組織提出的一項決議，宣布3月15日為「打擊伊斯蘭恐懼症國際日」。

## 外部連結
- Official website （页面存档备份，存于）